# Macrosteles plicativus
Macrosteles plicativus är en insektsart som beskrevs av Dubovsky 1970. Macrosteles plicativus ingår i släktet Macrosteles och familjen dvärgstritar. Inga underarter finns listade i Catalogue of Life.